# Le Camp des fortes têtes
 (février 2025).
Si vous disposez d'ouvrages ou d'articles de référence ou si vous connaissez des sites web de qualité traitant du thème abordé ici, merci de compléter l'article en donnant les références utiles à sa vérifiabilité et en les liant à la section « Notes et références ».
 (février 2025).
- Si vous ne connaissez pas le sujet, laissez ce bandeau (vous pouvez alors contacter les auteurs).
- Si vous supprimez le contenu mis en cause (vous pouvez préalablement contacter les auteurs),

argumentez précisément cette suppression dans la page de discussion
(un manque de référence n'est pas un argument ; une recherche réelle de référence doit avoir été effectuée, être formellement documentée).
 (février 2025).
Le Camp des fortes têtes est une émission diffusée en 2005 sur M6, l'émission rentre dans la lignée du Pensionnat. Près de 200 candidatures ont été reçues pour participer au programme de M6. L'émission durera quatre semaines et en raison des faibles audiences, elle ne sera pas renouvelée pour une seconde saison. L'émission a été diffusée dans le cadre de la case des Mardi de la vie de M6.

## Concept
Après avoir tout essayé à la maison, six familles ont décidé d’envoyer leurs enfants dans le Camp des fortes têtes. Situé au Canada, près de Vancouver, le centre « CanAdventure Education » propose une thérapie par la nature. Trois d’éducateurs spécialisés - Greg Stevenson, Corinna Stevenson et Cyril Malglaive - accompagnent les six adolescents durant leurs 40 jours d’immersion au cœur de la forêt. Tout au long de l’aventure, les jeunes sont contraints de se soumettre à la discipline du Camp. Parmi les règles à suivre : utiliser un langage correct, respecter l’environnement, se conduire de manière honnête et intègre, nettoyer les équipements et véhicules, ne pas consommer d’alcool ou de drogue et participer aux jeux d’équipe, excursions et activités du groupe. Objectif : au travers d’excursions éprouvantes, les adolescents découvrent des ressources insoupçonnées et construisent ainsi un respect de soi même.

## À l'étranger
- Le Camp des fortes têtes est l’adaptation du concept britannique Brat Camp. Lancé en mars 2004 sur Channel 4, le rendez-vous a réuni en moyenne plus de 3,5 millions de téléspectateurs, doublant sa concurrente Channel 5 qui diffusait pourtant les épisodes inédits des Experts. Brat Camp avait alors remporté un International Emmy Awards.
- Aux États-Unis, le succès fut plus mitigé. Adapté sur ABC par les concepteurs de Big Brother, le programme a séduit 13,4 millions d’Américains lors de son lancement pour finalement perdre la moitié de son public après quelques épisodes

## Casting
- Jordan (15 ans), déscolarisé et ne supportant pas l’autorité.
- Elodie (16 ans), la dépressive gothique du groupe.
- Kevin (16 ans), déscolarisé, il fume beaucoup et peut être violent.
- Leslie (15 ans), virée de son école, elle est capricieuse et insolente.
- Vincent (17 ans) a refusé de montrer son visage à l’écran.
- Igor (17 ans) sort tous les soirs en boîte de nuit et fume beaucoup. A abandonné le programme.

## Audience
Le premier épisode de l’émission a convaincu 3.4 millions de téléspectateurs, soit 13,2% de part de marché. Le rendez-vous a permis à M6 d’être alors la chaîne la plus regardée par les 15/24 ans (31.4% de part de marché sur cette cible) et par les ménagères avec enfants (24,1%). L’audience ne cessera de diminuer au fil des semaines suivantes.
| Saison | Période                              | Audience (en téléspectateurs et PDM) | Audience (en téléspectateurs et PDM) | Audience (en téléspectateurs et PDM) |
| Saison | Période                              | Lancement                            | Épisode de fin                       | Moyenne                              |
| ------ | ------------------------------------ | ------------------------------------ | ------------------------------------ | ------------------------------------ |
| 1      | 1er novembre 2005 - 22 novembre 2005 | 3 412 480 (13,20%)                   | 2 807 040 (11,10%)                   |                                      |